# ماندویس
ماندویس (انگلیسی: Mondoweiss) یک وبگاه خبری است که توسط خبرنگاران فیلیپ ویس و آدام هورویتز نوشته می‌شود. این وبگاه بخشی از مرکز تحقیقات اقتصادی و تحولات اجتماعی است. به گفته ویراستاران ماندویس، «وب سایت خبری اختصاص دارد به پوشش سیاست خارجی آمریکا در خاورمیانه، از منظر یهود ترقی‌خواه است». بنیانگذار آن خود را ترقی‌خواه و مخالف صهیونیست توصیف می‌کند.

## کادر
فیلیپ ویس سابقه نوشتن در مجله نیویورک تایمز، مجله هارپر، اسکوایر و نیویورک آبزرور را دارد. او نویسنده کتاب (Cock-a-Doodle-Doo (1996 و American Taboo: A Murder In The Corps (2004) است.
آدام هارویتز مدرک کارشناسی ارشد مطالعات خاور نزدیک از دانشگاه نیویورک دارد. او مدیر برنامه اسرائیل-فلسطین در کمیته آمریکایی خدمات دوستان را دارد که تجربه حضور در سرزمین فلسطین-اسرائیل را در آن جا کسب نمود. علاوه بر نوشتن برای ماندویس او برای نیشن، آلترنت، هافینگتن پست، و وبگاه The Hill.com هم قلم می‌زند. وی در دانشکده‌ها و سازمان‌ها مکرراً راجع به نزاع فلسطین و اسرائیل سخنرانی کرده‌است.
الکس کین ویراستیار ماندویس در نیویورک و ویراستار آلترنت هست. کارهای او در سلان، دیلی بیست، انتفاضه الکترونیک، اکسترا! و کامن دریمز دیده شده‌است.
همکاران منظم شامل هلنا کوبان، دارین تاتور، استیون سالایتا، آلیس روچیلد، حیدر عید، نادا الیا، یوسی گورویتس و جاناتان آفیر هستند.

## شکل‌گیری
فیلیپ ویس در مصاحبه سال ۲۰۱۰ با مجله The Link ، مجله آمریکایی‌ها برای فهم خاورمیانه، تحولات ماندویس را چنین شرح داد:
«در مارس ۲۰۰۶ من شروع کردم به نوشتن یک بلاگ روزانه در نیوروک آبزرور ویراستارم پیتر کاپلان مرا تشویق کرد که آنچه که در ذهنم هست را بنویسم و این نظر او بود که آن را ماندویس بنامیم (یعنی ذهن ویس)، البته نظر من بیشتر این بود که آن را مسئله یهود بنامیم به دلیل مقالات من راجع به: فاجعه عراق و یهودیت، صهیونیسم، نو محافظه کاری، اسرائیل، فلسطین. به دلایل بسیاری که در «بلاگ نویسی در مورد اسرائیل و هویت یهودی باعث عصبانی شدن ناظران می شود» در بهار ۲۰۰۷ من وبلاگ خودم را دوباره راه اندازی کردم. وقتی آدام هوروویتس به موندوییس پیوست تبدیل به یک همکاری مشترک شد.
در دی امریکن کنسروتیو، ویس در مورد جدایی خود از نیویورک آبزرور توضیح داد و نوشت: "وبلاگ نویسی دربارهٔ چنین موضوعاتی گاهی احساس بدی به من ایجاد می‌کند، گویا به قبیله خود خیانت می‌کنم. آیا برخی از افکار نباید خصوصی بمانند؟ اما احساس کردم که فرم خواستار شفافیت دربارهٔ آنچه من به آن اهمیت می‌دهم، یعنی هویت یهودی است. "

## درون‌مایه
در سال ۲۰۰۸، پس از دستگیری بن آمی کادیش، که ادعا می‌شد در دهه هشتاد میلادی اسرار سلاح هسته‌ای، هواپیماهای جنگنده و موشک‌های آمریکا را ربوده و به اسرائیل داده‌است، ژورنال یهودی لس آنجلس بزرگ از قول موندویس راجع به یک گزارش قدیمی از دیوان محاسبات آمریکا با بیان اینکه اسرائیل «بدترین عملیات جاسوسی را که یک متحد می‌توانست علیه آمریکا انجام دهد را مرتکب شد».
در سال ۲۰۱۰ جیمز ولکات در Vanity Fair از ماندویس راجع به بیانیه اتحادیه ضد افترا در برنامه پروژه Park51، که یک مرکز اسلامی در نزدیکی سایت مرکز تجارت جهانی، هست نقل قول کرد. ولکوت به نقل از ویس نوشت: "این اتفاق افتاده‌است: اتحادیه ضد افترا دست خود را (در این مورد، اسلام هراسی نو محافظه کارانه) بیش از حد پررنگ جلوه داده‌است که هر سه ماه محکوم می‌شود. . . "
در سال ۲۰۱۲ مجله Tablet نوشت که آسوشیتدپرس «مطلبی را از وبلاگ طرفداری» ماندویس برداشته است راجع به این که از یک فلسطینی-آمریکایی‌تبار خواسته شده که محتوای ایمیلش را در فرودگاه بن گوریون به مأموران امنیتی نشان دهد. مجله تبلت نوشت: «اخبار بیشتر - و این داستان بدون شک خبرساز است - قرار است مورد توجه روزنامه نگاران بدون جایگاه قرار گیرد و بدین ترتیب بیشتر دیده شود.»
در سال ۲۰۱۲، ماندویس گفت که نماینده مجلس ایالات متحده جوی پیتس نامه ای را خطاب به نخست‌وزیر اسرائیل آریل شارون و یاسر عرفات رئیس تشکیلات خودگردان فلسطین ارسال کرده بود که خواستار تلاش در جهت صلح خاورمیانه بود. این وبلاگ اشاره داشت که شارون از سال ۲۰۰۶ در کما بوده و عرفات در سال ۲۰۰۴ درگذشته است. نماینده به خاطر استفاده تصادفی از فرم نامه ای قدیمی سرزنش شد.

## تأمین مالی
بر اساس گزارش اتحادیه ضد افترا، موندویس و فیلیپ ویس از بنیاد Ron Unz کمک دریافت کرده‌اند.

## گزارش گلدستون
ویس و هوروویتز با لیزی راتنر، در ویرایش مشترک کتاب منتشر شده در سال ۲۰۱۱ با عنوان گزارش گلدستون: میراث تحقیقات برجسته منازعات غزه همکاری کردند. در مجله نقد کتاب پابلیشرز ویکلی اشاره شده که «گزارش گلدستون» نسخه خلاصه شده گزارش هیئت حقیقت یاب سازمان ملل دربارهٔ مناقشه غزه به سرپرستی ریچارد گلدستون با مقدمهٔ نائومی کلین و سخنان ارسالی اسقف دزموند توتو می‌باشد. پابلیشرز ویکلی در مورد این کتاب چنین اظهار نظر کرده: محتوای کتاب با شهادت‌های شفاهی تقویت شده که عنصر انسانی تکان‌دهنده (استشهادات شفاهی)، لحن خشک و بی‌احساس گزارش را متعادل ساخته‌است. در این بازبینی، کتاب چنین معرفی شده‌است: «یک کتاب خواندی اساسی برای کسانی که علاقه‌مند به مستندسازی دقیق از وقایع تاریخی و مسئولیت پذیری کشورها در قبال رفتارشان با غیرنظامیان ساکن مناطق جنگی». مجله نقد و بررسی کتاب کرکس ریویوز این کتاب را «سندی خیره کننده و یک درخواست فوری برای پاسخ گویی» خواند.
در مصاحبه‌ای از دموکراسی نو!، هوروویتز راجع به یکی از اصلاحات بعدی ریچارد گلدستون در گزارش‌اش بحث کرد و گفت: "غیرنظامیان به عنوان یک خط‌مشی [توسط اسرائیل] عمداً مورد هدف قرار نگرفته‌اند." هوروویتز گفت که او این موضوع را به عنوان یک مسئله جزئی قلمداد کرد و مسئله مهمتر، حمله عمدی به زیرساخت‌های غیرنظامی غزه بود، که وی به آن اشاره نمی‌کند، و ایدهٔ خشونت نامتناسب و گزینش نشده محض، که او بدان توجهی ندارد و به صورت نامتناسبی شهروندان غیرنظامی را تحت تأثیر قرار می‌دهد. "

## بازتاب‌ها
در مارس ۲۰۰۷، گری کامیا، در مقاله ای برای وب سایت سلان، نوشت که ماندویس "بحث‌های آگاهانه و پرشور" ارائه داد که ویس آن را موضوعات ظریف و بحث‌برانگیز پیرامون هویت یهودی آمریکا و اسرائیل" می‌خواند. کامیا نوشت که ویس، "به‌طور مداوم تلاش‌های سازمان‌های اصلی یهودی و کارشناسان برای وضع قانون بر اساس آنچه گفتمان مورد قبول است را به باد انتقاد می‌گیرد". به عنوان نمونه وی از کشف ویس در موضوعات "خارج از محدودیت" مانند وفاداری دوگانه، مانند حادثه ای در مورد کمیته یهودیان آمریکا یاد کرد. ویس نوشته بود که یک بخش کمیته متهم کردن روشنفکران یهودی که "خط حزب در برابر اسرائیل راً به خود منفور نکردند "فقط" اقدامات ضد روشنفکری، شرورانه، اومرتای رهبری یهود "را آشکار کرد.
در سال ۲۰۰۹، مایکل ماسینگ، در مقاله ای تحت عنوان "اخبار مربوط به اینترنت" برای The New York Review of Books، خاطرنشان کرد که "ویس یکی از دوستانی است که دیدم پس از تحمل سالها ناامیدی در نوشتن مجلات، در اینترنت شکوفا شده‌است. [ماندویس] سایت وی با انتقاد بی وقفه از اسرائیل، حتی برخی از همکارانش را خشمگین کرده‌است، ولی به صدای عقایدی که در گذشته شانس کمی برای شنیده شدن داشتند، فرصت شنیدن داده‌است.
در نوامبر ۲۰۰۹ ، جیمز ج. ابورزک، سناتور سابق آمریکا، ویس و هوروویتس را به خاطر شهامت در به دست آوردن "آنچه لابی غیر قابل انعطاف و یک طرفدار اسرائیل است" ستود. وی نوشت که این وبلاگ "اشغال غیرقانونی اسرائیل را در جاهایی که به آن آسیب می‌رساند - در مرکز جامعه یهودیان آمریکا مورد حمله قرار می‌دهد." ماندویس نشان می‌دهد یهودیان آمریکایی به شکل فزاینده‌ای به فکر حمایت صمیمانه و بی چون و چرا از جنایات اسرائیل در سرزمین‌های غیرقانونی تصرف شده هستند. "
در سپتامبر ۲۰۱۰، جیمز ولکوت در ماهنامه ونتی فر استدلال کرد که ماندویس یکی از ارزشمندترین سایت‌ها در رده وبلاگ است، جریانی از عقلانیت و اخلاق با انگیزه مقابله با شیطانی معرفی کردن هر چیز و هر کسی که ضد اسرائیلی قلمداد می‌شد ".
در ۲۰۱۲ عرب نیوز نوشت که ویس و هوروویتز "یک مجمع تعاملی ایجاد کرده‌اند که هر روز با اخبار و اظهارنظرهای لحظه به لحظه همراه است و از متن و مطالب ویدئویی با جلب توجه درخشان استفاده می‌کند" و "آنها با پوشش دادن به مسائل فلسطین و اسرائیل یک انرژی معنوی و فکری در کار خود وارد کرده‌اند که شوربختانه حتی در سرشناس‌ترین بخش‌های رسانه‌های جریان اصلی جایش خالی است. "
در حالی که ماندویس به دلیل محتوای آن مورد ستایش قرار گرفته‌است، به خاطر کثرت انتقادات از جانب افراد و سازمانهایی با نظرات مختلف در مورد اختلافات اسرائیل و فلسطین نیز مورد انتقاد قرار گرفته‌است. این انتقاد غالباً شامل اتهامات ضدیهودی بوده‌است.
در سال ۲۰۱۰، ماندویس توسط مرکز امور عمومی اورشلیم به دلیل انتشار چند کارتون که "ضد اسرائیلیسم» (نوع جدیدتری از یهودستیزی) تلقی شدند، مورد انتقاد قرار گرفت.
بین سالهای ۲۰۱۰ و ۲۰۱۱، مجله تبلت سه مقاله منتشر کرد که در آن از ماندویس و سایر وبلاگها انتقاد داشت. در مقاله‌ها ویس به عنوان "طعنه زدن به یهود" و "به شدت ضد اسرائیل" توصیف شده‌است و گفته می‌شود سایت وی "مشغول اسرائیل و توطئه‌های لابی اسرائیلی ایالات متحده " است، و مشحون از "خطابه‌های مفصل و بی اساس" است.
ویس ادعاهای تبلت را با بیان اینکه این مجله خودش و چندین بلاگر را «آلوده» به تطمیع یهودی کرده‌است، پاسخ داد. والت اظهار داشت که مقاله اسمیت از "هیچ مستندی" که ثابت کند "من یا ویس مطلبی ضد صهیونیست نوشته یا گفته باشیم" ندارد، چه رسد به"تطمیع یهودیان". یک دلیل واضح برای این حذف وجود دارد: هیچ‌کس از ما تا به حال چیزی ننوشته یا چیزی نگفته‌است که از اتهامات شرم آور اسمیت پشتیبانی کند."
در سال ۲۰۱۲، الگمینر ماندویس را به عنوان «منتشرکننده محتوای ضد صهیونیست» توصیف کرد.
آرمین روزن، یک همکار رسانه ای مجله آتلانتیک، مورد انتقاد وب‌نوشت پیتر باینارت، شکفتن صهیون (که در دیلی بیست منتشر شد) برای انتشار یک مقاله توسط الکس کین به خاطر اینکه او «خبرنگار همکار» ماندویس است. روزن نوشت که «ماندویس اغلب ظاهر یک شرکت ضد یهودی را از خود بروز می‌دهد.»